# Харцерство

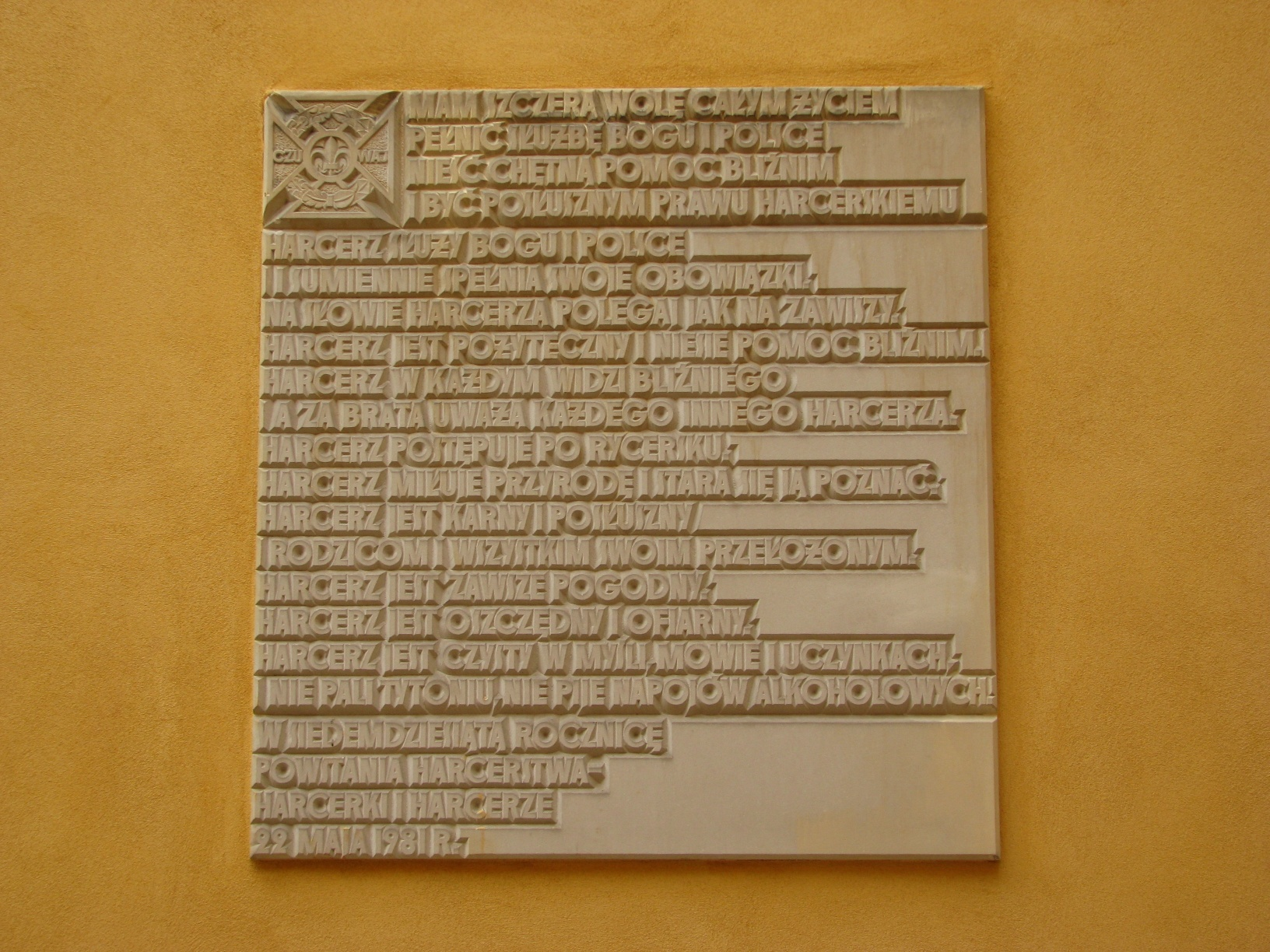
Табличка с изображением «Харцерского закона» в редакции 1932 года во дворе костёла святого Мартина в Варшаве, создана в 1981 в 70-ю годовщину основания харцерства

Харцерство (от пол. Harcerstwo) — польское общественно-воспитательное движение детей и юношества, первоначально созданное по образцу британского скаутинга, делающее упор на службу, самосовершенствование (работу над собой) и братство. Основы поведения харцера определены в «харцерской клятве» (Przyrzeczenie Harcerskie) и «харцерском законе» (Prawo Harcerskie). Основы поведения харцера младшего возраста (zuch — «молодец, удалец») определены «обещанием молодца» и «законом молодца». В настоящее время, принимая во внимание разнообразие форм скаутского движения в мире и харцерства в Польше, харцерство можно считать польским наименованием скаутинга.

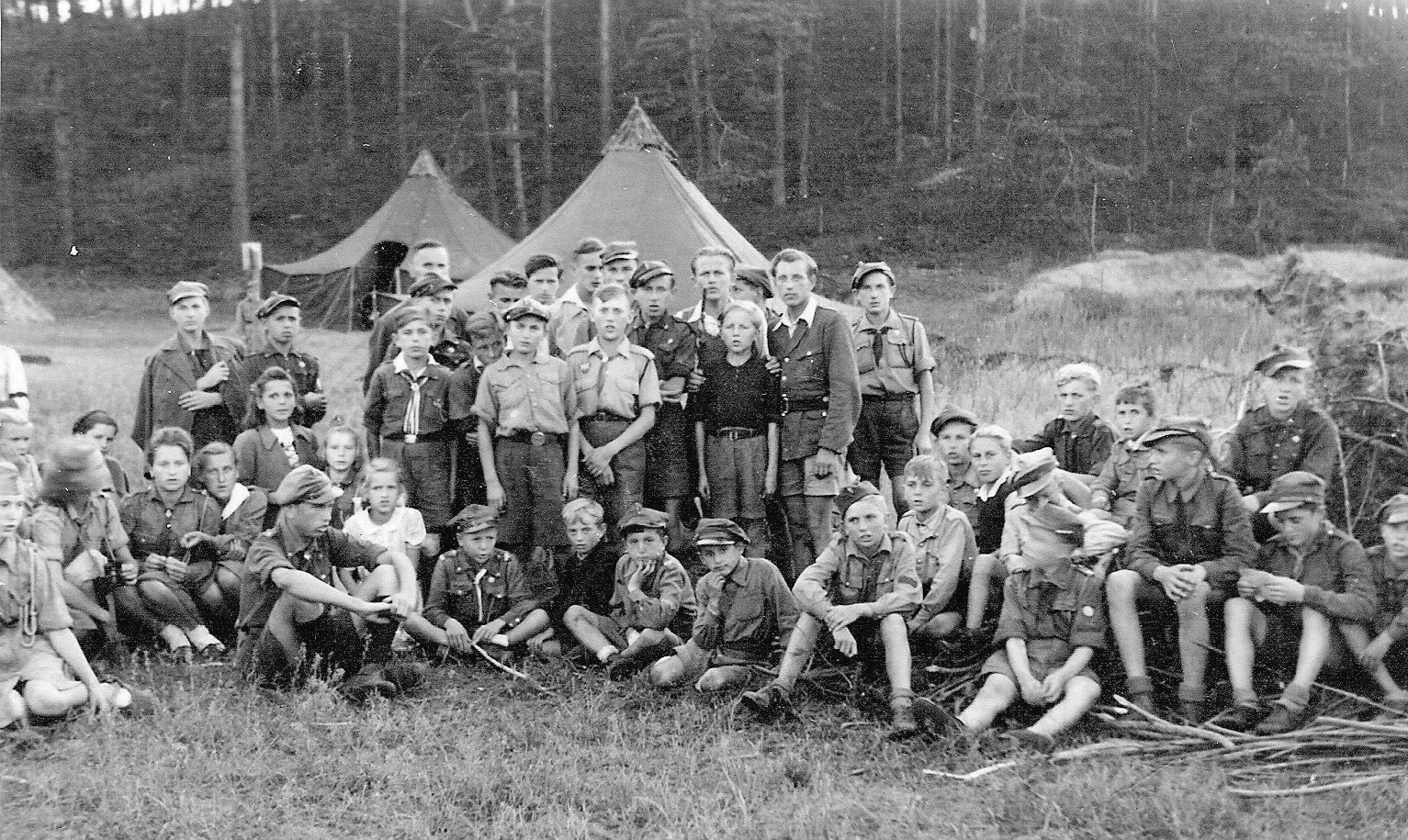
Харцерский лагерь в Отлочине, ныне гмина Александрув-Куявский, август 1946 года

«Харцерством» называют также харцерские организации, работающие в стране и за её пределами (в пределах польской диаспоры, опираясь на вышеупомянутые основы и уникальные харцерские методы воспитания.

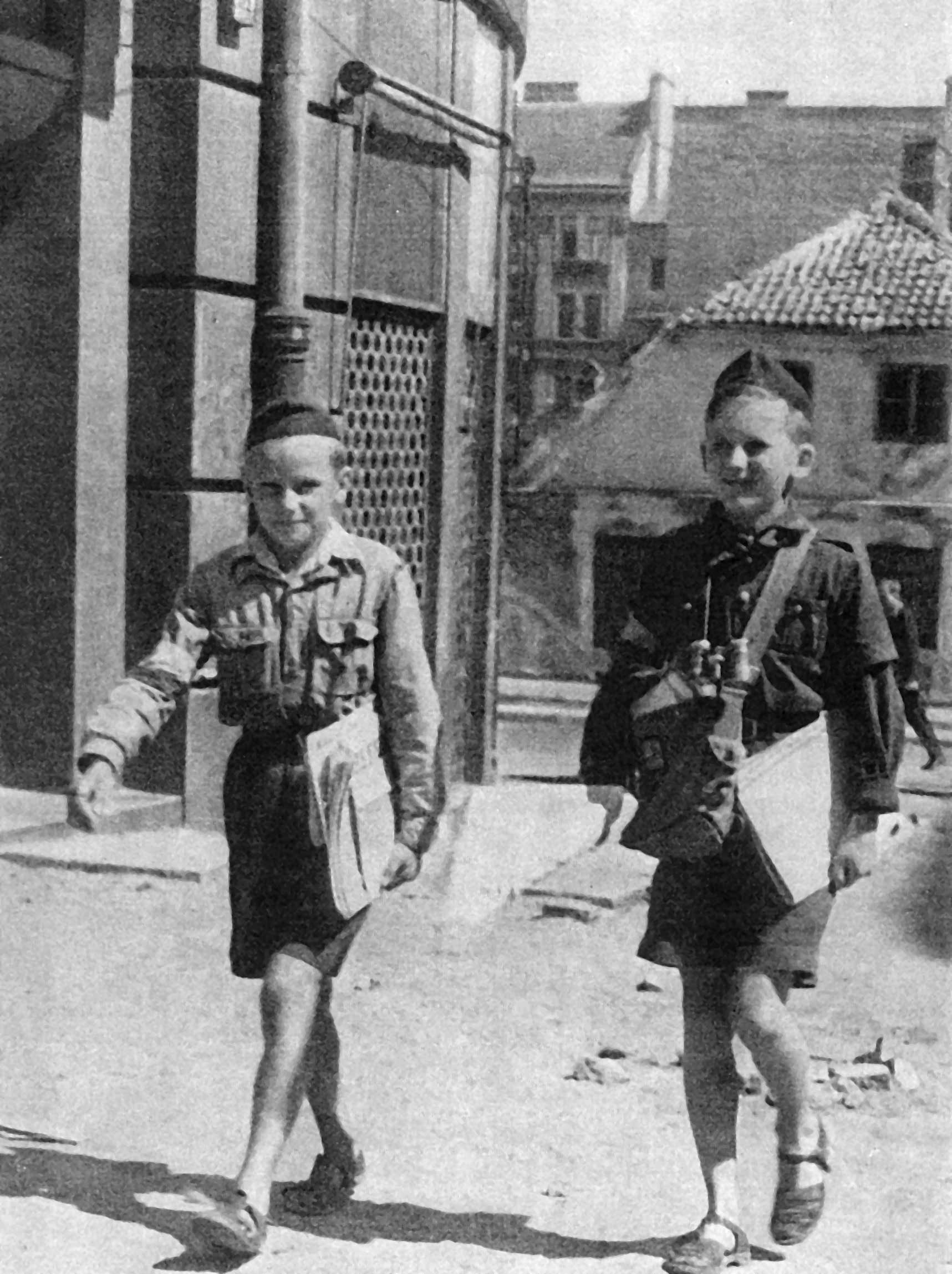
Полевая почта, организованная из самых молодых харцеров («завиш») во время Варшавского восстания 1944 года

Годом основания харцерства считается 1910, точнее — период между сентябрём 1910 (создание первого отряда) и 22 мая 1911 (создание первых дружин). Символическим основателем харцерства считаются Анджей Малковский и его жена Ольга Драхоновская-Малковская. Суть разницы между «классическим» скаутингом, заложенным генералом Робертом Баден-Пауэллом, и создававшимся примерно в то же время харцерством Анджей Малковски выразил словами: «Харцерство — это скаутинг плюс независимость», подчёркивая тем самым разницу в тогдашних приоритетах польского национального харцерства и интернационального скаутинга.
В настоящее время в Польше и за её пределами (в Полонии) действует несколько десятков харцерских организаций общенационального и локального уровня, двумя крупнейшими являются Союз польских харцеров (Związek Harcerstwa Polskiego) и Союз харцерства Речи Посполитой (Związek Harcerstwa Rzeczypospolitej).